# 공대함 미사일
공대함 유도탄(空對艦誘導彈, 영어: air-to-ship missile, ASM)은 항공기에서 발사되어 적 함정을 격추시키는 대함 미사일이다.

## 대표적 공대함 미사일
- 하푼 미사일(AGM-84L)

## 같이 보기
- 지대함유도탄
- 지대함유도탄
- 함대공유도탄